# Grand Prix automobile de Belgique 1931

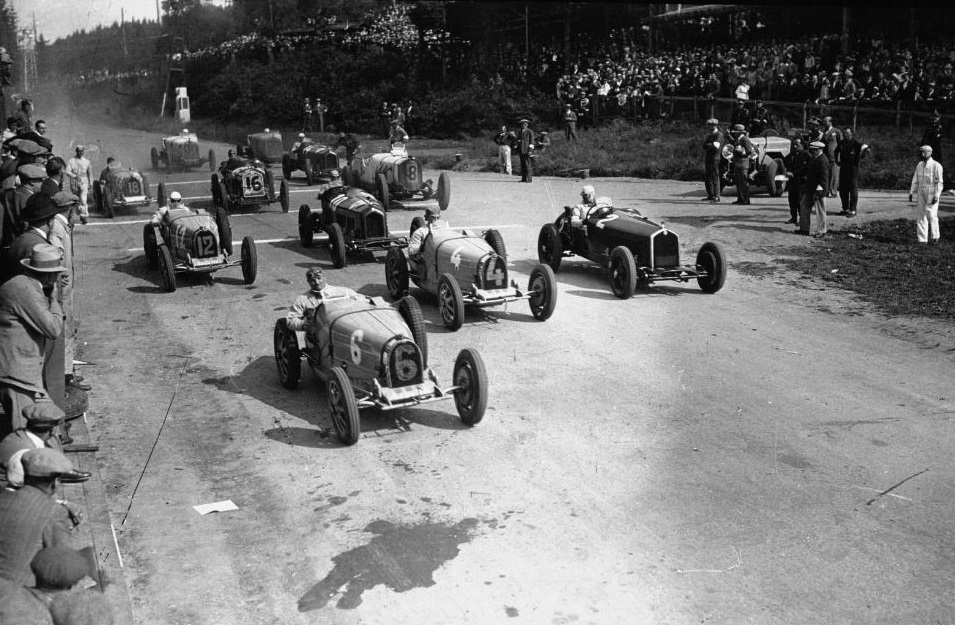
Départ du Grand Prix de Belgique 1931.

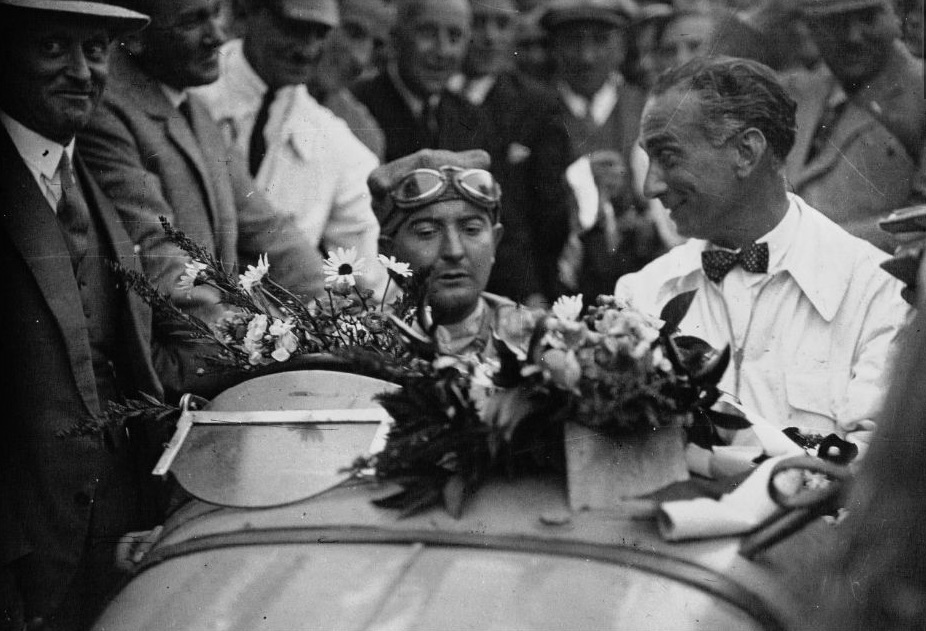
William Grover-Williams (G) et Caberto Conelli (D) vainqueurs du Grand Prix de Belgique 1931 sur Bugatti T51.

Le Grand Prix de Belgique 1931 est un Grand Prix comptant pour le Championnat d'Europe des pilotes qui s'est tenu sur le circuit de Spa-Francorchamps le 12 juillet 1931.

## Grille de départ
| 1re ligne | Pos. 3                              | Pos. 2                                  | Pos. 1                        |
| --------- | ----------------------------------- | --------------------------------------- | ----------------------------- |
|           | / Minoia / Minozzi Alfa Romeo       | / Grover-Williams / Conelli Bugatti     | / Divo / Bouriat Bugatti      |
| 2e ligne  | Pos. 6                              | Pos. 5                                  | Pos. 4                        |
|           | / Stoffel / Ivanowski Mercedes-Benz | / Nuvolari / Borzacchini Alfa Romeo     | / Varzi / Chiron Bugatti      |
| 3e ligne  | Pos. 9                              | Pos. 8                                  | Pos. 7                        |
|           | / Campari / Zehender Alfa Romeo     | / Birkin / Lewis Alfa Romeo             | / Wimille / Gaupillat Bugatti |
| 4e ligne  | Pos. 12                             | Pos. 11                                 | Pos. 10                       |
|           | F. Montier Montier-Ford             | / C. Montier / Ducolombier Montier-Ford | / Pesato / Félix Alfa Romeo   |

## Classement de la course
| Pos  | N° | Pilote                  | Écurie     | Châssis               | Tours | Temps/Abandon   | Grille | Points |
| ---- | -- | ----------------------- | ---------- | --------------------- | ----- | --------------- | ------ | ------ |
| 1    | 4  | William Grover-Williams | Privé      | Bugatti T51           | 88    |                 | 2      | 1      |
| 1    | 4  | Caberto Conelli         | Privé      | Bugatti T51           | 88    | 1               | 2      |        |
| 2    | 10 | Tazio Nuvolari          | Alfa Corse | Alfa Romeo 8C-2300    | 88    |                 | 5      | 2      |
| 2    | 10 | Baconin Borzacchini     | Alfa Corse | Alfa Romeo 8C-2300    | 88    | 2               | 5      |        |
| 3    | 2  | Ferdinando Minoia       | Alfa Corse | Alfa Romeo 8C-2300    | 85    | + 3 tours       | 3      | 3      |
| 3    | 2  | Giovanni Minozzi        | Alfa Corse | Alfa Romeo 8C-2300    | 85    | + 3 tours       | 3      | 3      |
| 4    | 16 | Henry Birkin            | Alfa Corse | Alfa Romeo 8C 2300 LM | 83    | + 5 tours       | 8      | 4      |
| 4    | 16 | Brian Lewis             | Alfa Corse | Alfa Romeo 8C 2300 LM | 83    | + 5 tours       | 8      | 4      |
| 5    | 8  | Henri Stoffel           | Privé      | Mercedes-Benz SSK     | 81    | + 7 tours       | 6      | 4      |
| 5    | 8  | Boris Ivanowski         | Privé      | Mercedes-Benz SSK     | 81    | + 7 tours       | 6      | 4      |
| 6    | 24 | Jean Pesato             | Privé      | Alfa Romeo 6C-1750    | 73    | + 15 tours      | 10     | 4      |
| 6    | 24 | Pierre Félix            | Privé      | Alfa Romeo 6C-1750    | 73    | + 15 tours      | 10     | 4      |
| 7    | 18 | Jean-Pierre Wimille     | Privé      | Bugatti T51           | 65    | + 23 tours      | 7      | 5      |
| 7    | 18 | Jean Gaupillat          | Privé      | Bugatti T51           | 65    | + 23 tours      | 7      | 5      |
| 8    | 22 | Charles Montier         | Privé      | Montier-Ford          | 58    | + 30 tours      | 11     | 5      |
| 8    | 22 | "Ducolombier"           | Privé      | Montier-Ford          | 58    | + 30 tours      | 11     | 5      |
| Abd. | 20 | François Montier        | Privé      | Montier-Ford          | 56    |                 | 12     | 5      |
| Abd. | 6  | Albert Divo             | Bugatti    | Bugatti T51           | 51    | Panne mécanique | 1      | 5      |
| Abd. | 6  | Guy Bouriat             | Bugatti    | Bugatti T51           | 51    | Panne mécanique | 1      | 5      |
| Abd. | 12 | Achille Varzi           | Bugatti    | Bugatti T51           | 44    | Magnéto         | 4      | 5      |
| Abd. | 12 | Louis Chiron            | Bugatti    | Bugatti T51           | 44    | Magnéto         | 4      | 5      |
| Abd. | 14 | Giuseppe Campari        | Alfa Corse | Alfa Romeo 8C-2300    | 40    | Incendie        | 9      | 6      |
| Abd. | 14 | Goffredo Zehender       | Alfa Corse | Alfa Romeo 8C-2300    | 40    | Incendie        | 9      | 6      |

- Légende: Abd.=Abandon

## Pole position & Record du tour
- Pole Position : Albert Divo et Guy Bouriat.
- Tour le plus rapide : Louis Chiron en 6 min 18 s 6.